# هني نيكولاي
هني نيكولاي (بالإنجليزية: Nikolaj Hänni)‏ حكم كرة قدم دولي من سويسرا، مواليد 2 مارس 1976 في كوينز بسويسرا، يحكّم مباريات الدوري السويسري منذ عام 2007 وحصل على شارة الفيفا الدولية منذ عام 2011.

شارك في تحكيم بعض مباريات دوري زين السعودي.